# マッチレース
マッチレース（Match Race）とは英語由来の外来語で、一対一で勝敗を争う形式の競走である。日本語だと「一騎討ち」とも表現される。
英語に於いては元の意味の一対一形式の試合に使われるが、日本においては、この意味の他に、三者以上で行われる競走の場合でも、先頭の二者が抜け出して、抜きつ抜かれつを繰り返すレース展開になった場合を指していうこともある。

## 競馬におけるマッチレース
競馬の競走におけるマッチレースという言葉は、現在使われている意味合い（抜け出した上位2頭の拮抗）で使われることもあるが、おもに原義の一対一形式の競走を意味する。近現代においてはおもに臨時のイベントとして催されるもので、企画に賛同した馬主同士が協定条件下で2頭の馬を競わせるものである。出走予定馬の除外などによって2頭立てとなる場合もあるが、この場合マッチレースとは呼ばれない。
マッチレース形式の競走は、馬主自身が騎手も兼任していた競馬の黎明期から存在し、純粋にどちらの馬が強いかを競うものであった。古来この形態こそが競馬だという風潮があり、18世紀あたりまではこの形態が競馬の主流であった。その後時代の遷り変わりによって少しずつ衰退し、現代ではほとんど見られなくなったが、一部ではイベントとして開催されている。
日本国内の競馬においては、戦前などではマッチレースが行われていた事例もあるものの、現在では原則として2頭立てで競走が成立しないため、よほどの例外をのぞいて施行されていない。
日本国外の例としては、アメリカの各競馬場が20世紀中ごろまでしばしば開催していた。強豪馬同士の対決を売りとしたマッチレースは集客力があり、なかには2歳馬同士のマッチレースなども開催されていた。しかし1975年のラフィアンが故障・予後不良となったマッチレース以来強豪馬同士のマッチレースは自粛傾向にあり、現代ではほとんど見られなくなっている。

### おもなマッチレース
それぞれ、上の段から、開催日、開催された国名、競馬場名、賞金。○は優勝した馬、●は敗北した馬。
1799年3月25日 イギリス ニューマーケット競馬場 3,000ギニー
○ハンブルトニアン（18世紀末の最強馬）
●ダイアモンド
1851年5月13日 イギリス ヨーク競馬場 距離2マイル 1,000ポンド
○ザフライングダッチマン（1849年ダービー、セントレジャー優勝馬 6歳）
●ヴォルティジュール（1850年ダービー、セントレジャー優勝馬 5歳）
着差：1馬身
1920年10月12日 アメリカ ケニルワースパーク競馬場 距離10f 85,000ドル
○マンノウォー（「ビッグレッド」、21戦20勝のアメリカの至宝）
●サーバートン（アメリカの初代三冠馬）
着差：6馬身
1923年10月20日 アメリカ ベルモントパーク競馬場 距離12f 85,000ドル
○ゼヴ（1923年ケンタッキーダービー優勝馬）
●パパイラス（1923年ダービー優勝馬）
着差：5馬身
1938年11月1日 アメリカ ピムリコ競馬場 距離9.5f 15,000ドル
「世紀の対決」と呼ばれた、西海岸と東海岸それぞれの最強馬による対決。このマッチレースの模様は映画『シービスケット』の中でも描かれている。
○シービスケット（無冠）
●ウォーアドミラル（アメリカの4頭目の三冠馬）
着差：4馬身
1942年9月19日 アメリカ ナラガンセットパーク競馬場 距離9.5f 25,000ドル
○アルサブ（1942年プリークネスステークス優勝馬 4歳）
●ワーラウェイ（アメリカの5頭目の三冠馬）
着差：ハナ差
1947年9月27日 アメリカ ベルモントパーク競馬場 距離10f 100,000ドル
○アームド（無冠）
●アソールト（アメリカの7頭目の三冠馬）
着差：4/5馬身
1956年8月31日 アメリカ ワシントンパーク競馬場 距離10f 100,000ドル
○ナシュア（東海岸の王者）
●スワップス（西海岸の王者）
着差：6馬身1/2
1972年6月17日 アメリカ ハリウッドパーク競馬場 距離9f 250,000ドル
○コンヴィニアンス（5歳牝馬）
●タイプキャスト（7歳牝馬、天皇賞・秋優勝馬プリテイキャストの母）
着差：アタマ差
1974年7月20日 アメリカ ハリウッドパーク競馬場 距離10f 350,000ドル
○クリスエヴァート
●ミスマスケット
着差：50馬身
1975年7月6日 アメリカ ベルモントパーク競馬場 距離10f 225,000ドル
○フーリッシュプレジャー（1975年ケンタッキーダービー優勝馬）
●ラフィアン（1975年ニューヨーク牝馬三冠馬、無敗）
着差：無し（ラフィアンが競走中止したため）
2001年3月18日 アメリカ フリーホールド競馬場 距離4f
○ジッピーチッピー（対サラ100戦0勝の人気馬）
●パディーズレディー（繋駕速歩競走用競走馬）
着差：クビ差
89連敗中の人気馬ジッピーチッピー（サラブレッド）とスタンダードブレッドの非公式戦。パディーズレディーは速歩（ペース）のうえ繋駕車を引く、ジッピーチッピーは20馬身後方からのスタート。

## ヨット競技におけるマッチレース
ヨットの場合は、レース海域に2個から数個のブイ（マークと呼ばれる）を浮かべ、それらを定められた順序で回る。勝敗は、最終マークと、レースを監視・審判するコミッティ・ボートを結んだ線を先に越えたほうが勝ちとなる。この形式を採用する代表的なヨットレースとしてはアメリカスカップが有名。